# Neuromarketing
Neuromarketing är ett begrepp inom marknadsföring som omfattar metoder där marknadsförare väcker fysiska och psykiska reaktioner för att påverka målgruppens åsikt eller handling, t.ex. när en produkt eller tjänst ska säljas.
Disciplinen utvecklades av psykologer på Harvard University redan 1990 när man så att 90 av konsumenternas val påverkas av anledningar utanför logiken.

## Metoder
Bland metoderna för att mäta påverkan av marknadsföringen finns:
- Funktionell magnetresonanstomografi (fMRI) – hjärnan röntgas för att mäta förändringar i syresättningen.
- Elektroencefalografi (EEG) – hjärnbarkens spontana elektriska aktivitet mäts med hjälp av elektroder som vanligtvis klistras fast på skallen.
- Steady State Topography (SST) för att mäta hjärnaktiviteten.
- Biometrisk data som puls, andning, hudens reaktioner (t.ex. rysningar, rodnad och svettningar).
- Ansiktsuttryck för att utläsa känslor.
- Eye tracking för att se vart ögonens uppmärksamhet riktas.